# Donata Jancewicz
Donata Jancewicz (Polonia, 17 de junio de 1969) es una atleta polaca retirada especializada en la prueba de salto de altura, en la que ha conseguido ser subcampeona europea en 1998.

## Carrera deportiva
En el Campeonato Europeo de Atletismo de 1998 ganó la medalla de plata en el salto de altura, con un salto de 1.95 metros, siendo superada por la rumana Monica Dinescu (oro con 1.97 m) y por delante de la alemana Alina Astafei (bronce también con 1.95 metros pero en menos intentos).